# Аглопорит
Аглопорит (англ. aggloporite, нем. aggloporit) — искусственный пористый заполнитель для бетонов в виде щебня или гравия. 
Получают термической обработкой шихты из глинистых пород или отходов добычи, обогащения, сжигания угля (пустой породы, шлаков, золы и т.п.). Полученный после термообработки продукт дробят и рассеивают на фракции заданной крупности.
Плотность аглопорита варьирует от 1120 до 1380 кг/м³ (сухого аглопорита — от 630 до 790 кг/м³). Его широко используют для теплоизоляционных засыпок и для производства лёгкого бетона (так называемого аглопоритбетона).